# Ложане
Ложане (словен. Ložane) — поселення в общині Песниця, Подравський регіон‎, Словенія.